# Statua di Bonifacio VIII
La statua di Bonifacio VIII è una scultura marmorea di Arnolfo di Cambio e aiuti, databile alla fine del XIII secolo, proveniente dall'antica facciata di Santa Maria del Fiore e oggi conservata nel Museo dell'Opera del Duomo a Firenze.

## Storia
Protettore dei comuni guelfi, papa Bonifacio VIII, a cavallo fra Due e Trecento ricevette l'omaggio, ancora in vita, di numerose città italiane che gli dedicarono monumenti, tra cui Roma, Orvieto, Anagni e Bologna. Anche a Firenze Arnolfo di Cambio inserì la sua figura nella nuova facciata curandone la scultura con aiuti. Non si sa dove tale monumentale figura potesse essere collocata originariamente, poiché non compare in nessuna delle fonti iconografiche conosciute sull'apparenza dell'antico prospetto, per cui ci fu anche chi ipotizzò che potesse provenire da un'altra collocazione o che rappresentasse qualcos'altro, magari un san Gregorio Magno.
Come si tende oggi a credere, attribuzione e collocazione sono dedotti da una serie di memorie, testimonianze antiche e di iscrizioni legate all'Opera del Duomo. In seguito allo smontaggio della facciata del 1587-1588 la statua venne rimaneggiata nella parte anteriore del panneggio, mentre i fianchi furono lisciati. Nel Settecento, quando era in possesso dei marchesi Riccardi, fu ricostituita riunendo pezzi sparsi e fornendola di un basamento.
All'inizio del XIX secolo fu di nuovo restaurata e si tende ormai a datare a quell'intervento la sigla "A.P.F." incisa sul pallio, che fu interpretata come "Andreas Pisanus Fecit", a conferma della antica attribuzione vasariana.
Nel 1893 figurava nel catalogo dell'antiquario Stefano Bardini, dal quale l'acquistò Onorato Caetani di Sermoneta, lontano discendente del pontefice, con l'intenzione di farne dono al monumento fiorentino. Venne quindi collocato in controfacciata del Duomo, dove restò circa mezzo secolo, assieme a una base ottocentesca in cui si legge: "Questo simulacro di Bonifazio VIII dall'antica poi dispersa facciata del nostro Duomo ne ricordò per tre secoli la fondazione lui pontefice gatta nel MCCLXXXXVI e dopo altri tre secoli rivendicato munificamente e restituito al sacro luogo per la gentilizia e cittadina pietà di Onorato Caetani di Sermoneta è di memoria nella storia eternate veneranda reliquia".

## Descrizione e stile
La figura del pontefice, seduto e benedicente, era originariamente affiancata da un diacono e un assistente che, mutile della testa, sono oggi conservate in un giardino privato fiorentino. 
Evidente è la semplificazione dei volumi verso masse geometriche, in modo da esaltare il volume statuario e l'aura di mistica sacralità, oltre che la compostezza del pontefice. La struttura è piramidale, soprattutto vista di scorcio dal basso, culminante con l'appuntita tiara indossata dal papa. Le mani, danneggiate, sono una a riposo, l'altra nell'atto di benedire.